# SK1
sK1 — редактор для работы с векторной графикой, распространяющийся на условиях GPL v3, по набору функций схожий с CorelDRAW, Adobe Illustrator, Freehand и Inkscape.

## История
Проект был начат небольшой командой (руководитель проекта — Игорь Новиков) в 2003 году с доработки кода существующего свободного редактора векторной графики Skencil. Поскольку разработчики Skencil прекратили разработку версий 0.6.x на базе виджетов Tk и начали развивать новую ветку программы с использованием библиотек Gtk+, во всех отношениях так и не доведенную до уровня предыдущей версии, проект автоматически превратился в форк Skencil. Попытка объединить усилия с разработчиками Skencil была предпринята, но успехом не увенчалась. В настоящее время разработка Skencil фактически прекращена, разработчики программы советуют пользоваться sK1.
В 2007 году команда sK1 выполнила обратный инжиниринг формата CDR. Результаты этой работы и первый вариант работающего CDR импортёра были представлены на конференции Libre Graphics Meeting 2007 состоявшейся в мае 2007 года в Монреале (Канада). Впоследствии, используя CDR Explorer, команда разобрала структуру других кореловских форматов. На данный момент среди открытого ПО это наиболее качественная поддержка импорта файлов в форматах CorelDRAW. На конференции Libre Graphics Meeting 2019 была продемонстрирована функциональность экспорта в форматы CDR и CMX.

### PrintDesign
30 октября 2011 года на официальном сайте появилось сообщение, что разработка программы sK1 прекращена. Разработчики начали всё «с нуля» в проекте под именем PrintDesign.

### sK1 2.0
С конца 2014 года проект sK1 снова возрожден. Активно ведется разработка кроссплатформенной версия sK1 2.0 на основе wxWidgets. (27 мая 2019 года вышла версия sK1 2.0 RC4). Проект предоставляет к загрузке ежедневные сборки Архивная копия от 12 ноября 2019 на Wayback Machine последних изменений в коде

## Позиционирование
Проект был начат небольшой командой украинских специалистов по предпечатной подготовке, что однозначно сформировало фокус проекта на полноценную поддержку PostScript, PDF, цветовой модели CMYK, плашечных цветов и управления цветом в некоторый ущерб продвинутым функциям для художников-иллюстраторов. Неформально проект позиционируется как свободная альтернатива коммерческому редактору CorelDRAW.

## Функциональность
Инструменты:
- Выделение
- Правка узлов
- Лупа
- Рисование связанных прямых отрезков (полилиний)
- Рисование кривых Безье
- Рисование эллипсов
- Рисование многоугольников
- Ввод текста
- Создание/редактирование градиентов

## Поддержка форматов
Импорт:
- CorelDRAW v7-X4 (CDR/CDT/CCX/CDRX/CMX)
- Xara Designer (XAR)
- Adobe Illustrator до версии 9 (на основе PostScript) ? (Нужно подтвеждение)
- Postscript (PS)
- Encapsulated Postscript (EPS)
- Computer Graphics Metafile (CGM)
- Windows Metafile (WMF)
- XFIG (FIG)
- Scalable Vector Graphics (SVG), SVGZ
- Skencil/Sketch (SK)
- Формат sK1 0.9.x (SK1)
- Собственный формат sK1 2.0 (SK2)
- HPGL Plotter File (PLT)
- CPL и XML палитры CorelDRAW
- Adobe Swatch Exchange (ASE) палитры
- Adobe Color file (ACO) палитры Adobe Photoshop
- Палитры Xara Designer (JCW)
- Палитры GIMP (GPL)
- Палитры LibreOffice (SOC)
- Палитры Scribus (XML)
- Палитры sK1 (SKP)
- Adobe Photoshop файлы (PSD)
- GIMP файлы (XCF)
- Растровые форматы BMP, PNG, JPG, JPEG2000, TIFF, GIF, PCX, PPM, WEBP, XBM, XPM

Экспорт:
- CDR
- CMX
- AI 5.0 (на основе PostScript)
- PDF
- PS
- SVG
- SK
- SK1
- SK2
- CGM
- WMF
- PLT
- CPL и XML палитры CorelDRAW
- Adobe Swatch Exchange (ASE) палитры
- Adobe Color file (ACO) палитры Adobe Photoshop
- Палитры Xara Designer (JCW)
- Палитры GIMP (GPL)
- Палитры LibreOffice (SOC)
- Палитры Scribus (XML)
- Палитры sK1 (SKP)
- PNG - Portable Network Graphics

## Побочные проекты
1. UniConvertor Архивная копия от 12 ноября 2019 на Wayback Machine. Приложение для преобразования файлов одних векторных форматов в другие. В sK1 2.0 это базовая часть векторного редактора, которую можно собрать как независимое консольное приложение. UniConvertor также используется в Inkscape для открытия файлов CorelDRAW, CGM и Sketch/Skencil. В рамках Google Summer of Code 2008 готовится поддержка UniConvertor в Scribus.
2. Color Palette Collection Архивная копия от 12 ноября 2019 на Wayback Machine коллекция палитр в форматах sK1, Inkscape, GIMP, Scribus, LibreOffice, CorelDRAW, Adobe Illustrator, Xara Designer и пр. В sK1 2.0 доступна в качестве веб-сервиса.
3. WiX.Py Архивная копия от 12 ноября 2019 на Wayback Machine. Кроссплатформенный сборщик MSI инсталляторов для MS Windows, позволяющий собирать их как под Windows, так и под Linux платформой. Используется для сборки инсталляторов sK1 2.0 и UniConvertor 2.0
4. CDR Explorer Архивная копия от 12 ноября 2019 на Wayback Machine. Программа, упрощающая обратную разработку форматов CorelDRAW.
5. LinCutter Архивная копия от 4 декабря 2020 на Wayback Machine. Приложение для интерактивной работы с режущими плоттерами (формат PLT).

## Награды
- В 2007 году проект занял второе место на конкурсе свободных проектов Trophées du Libre Архивировано 15 марта 2012 года. в категории «Мультимедиа». Проект sK1 стал первым свободным проектом из стран экс-СССР, попавшим в финал этого конкурса[2].
- В 2008 году проект был награжден третьим местом на контесте Hackontest Архивировано 15 апреля 2013 года., организованным Swiss Open Systems User Groupd /ch/open Архивная копия от 3 декабря 2011 на Wayback Machine в Цюрихе (Швейцария) и спонсированным Google.
- Второе место в конкурсе «Лучший свободный проект России», проводимого журналом Linux Format в 2009 году. Среди групповых проектов.
- В 2009 году первое место[англ.] на конкурсе свободного программного обеспечения Les Trophées du Libre в категории «Мультимедиа» заняла программа UniConvertor, предназначенная для преобразования различных форматов векторных файлов и являющаяся выделенной в отдельное приложение авторами составной частью пакета SK1.

## Версии sK1
| Версии | Дата            | ОС             | Примечание                                                                                                |
| --- | --------------- | -------------- | --- |
| 0.9.0 | 9 мая 2009      | Linux          | Первый публичный релиз                                                                                    |
| 0.9.1 | 10 ноября 2010  | Linux          | Релиз "Made in Brazil"                                                                                    |
| 0.9.2 | 5 декабря 2014  | Linux          | Релиз с бекпортами из ветки 2.0                                                                           |
| 0.9.3 | 19 февраля 2015 | Linux          | Багфикс релиз                                                                                             |
| 2.0RC1 | 6 мая 2016      | Linux, Windows | Первый публичный выпуск ветки 2.0 на основе wxWidgets                                                     |
| 2.0RC2 | 20 октября 2016 | Linux, Windows | Завершенный редактор, но отсутствуют фильтры импорта/экспорта                                             |
| 2.0RC3 | 13 апреля 2018  | Linux, Windows | Импорт растровой графики (более 100 форматов), импорт GPL, SOC, JCW, CPL, ASE, XML палитр, SVG, PDF, WMF. |
| 2.0RC4 | 27 мая 2019     | Linux, Windows | Импорт CGM, FIG, CDR(CDRX), CMX, CCX, SVGZ. Экспорт CGM, CMX, CDR.                                        |
| 2.0RC5 | ---             | Linux, Windows | В разработке                                                                                              |
| 2.0 | ---             | Linux, Windows | Будущий финальный релиз                                                                                   |
| Легенда:Старая версия, не поддерживаетсяСтарая поддерживаемая версияТекущая версияТестовая версияБудущая версия |                 |                | |

## Версии UniConvertor
| Версии | Дата            | ОС                      | Примечание                                                                                            |
| --- | --------------- | ----------------------- | --- |
| 1.0.0 | 15 ноября 2007  | Linux                   | Первый публичный релиз                                                                                |
| 1.1.0 | 21 декабря 2007 | Linux, Windows, MacOS X | Поддержка версий Win32 и MacOS X                                                                      |
| 1.1.1 | 1 февраля 2008  | Linux, Windows          | Импорт файлов CorelDRAW X4                                                                            |
| 1.1.2 | 24 марта 2008   | Linux, Windows          | Багфикс релиз                                                                                         |
| 1.1.3 | 25 июля 2008    | Linux, Windows          | Импорт/экспорт PDF и PostScript                                                                       |
| 1.1.4 | 5 июня 2009     | Linux, Windows          | Импорт/экспорт PLT                                                                                    |
| 1.1.5 | 26 июня 2010    | Linux, Windows          | Импорт DXF, DST, PES, EXP, PCS. MSI установщик. GUI фронтэнд.                                         |
| 1.1.6 | 25 февраля 2014 | Linux, Windows          | Багфикс релиз                                                                                         |
| 2.0RC4 | 27 мая 2019     | Linux, Windows          | Первый публичный релиз ветки 2.0; экспорт CDR и CMX, импорт/экспорт GPL, SOC, ASE, CPL, JCW, ACO, SKP |
| 2.0RC5 | ---             | Linux, Windows, macOS   | В разработке                                                                                          |
| 2.0 | ---             | Linux, Windows, macOS   | Будущий финальный релиз                                                                               |
| Легенда:Старая версия, не поддерживаетсяСтарая поддерживаемая версияТекущая версияТестовая версияБудущая версия |                 |                         | |